# Вајт Лејк (Висконсин)
Вајт Лејк (енгл. White Lake) град је у америчкој савезној држави Висконсин.

## Демографија
По попису из 2010. године број становника је 363, што је 34 (10,3%) становника више него 2000. године.
| Група             | 2000.       | 2010.       |
| Белци             | 317 (96,4%) | 342 (94,2%) |
| Афроамериканци    | 0 (0,0%)    | 0 (0,0%)    |
| Азијати           | 1 (0,3%)    | 1 (0,3%)    |
| Хиспаноамериканци | 7 (2,1%)    | 9 (2,5%)    |
| Укупно            | 329         | 363         |